# Barranco
 (décembre 2019).
Si vous disposez d'ouvrages ou d'articles de référence ou si vous connaissez des sites web de qualité traitant du thème abordé ici, merci de compléter l'article en donnant les références utiles à sa vérifiabilité et en les liant à la section « Notes et références ».

Le district de Barranco est l’un des 43 districts de la province de Lima, capitale du Pérou. Il est limité au nord par le district de Miraflores, à l’ouest par l’Océan Pacifique à l’est par le district de Santiago de Surco et au sud par le district de Chorrillos. Il est peuplé de 45 922 habitants pour une surface de 3,33 km2.
Le terme « Barranco » désigne un type de falaise ravinée caractéristique de la côte de Lima. La falaise domine une plage étroite et une voie rapide qui relie Miraflores à Chorrillos.
Au début du XXIe siècle, Barranco est le quartier romantique, bohème et noctambule de Lima avec de nombreux restaurants, bars, discothèques et « peñas criollas » (bar-restaurants où l’on joue la musique criolla). Il est agréable de s'y promener au milieu des parcs fleuris et de parcourir les rues  arborées bordées de grandes villas  entourées de jardin. La compositrice et chanteuse péruvienne Chabuca Granda a vécu dans ce district.

## Histoire
Barranco est à l’origine un village de pêcheurs, reconnu comme tel en 1860. Le 26 octobre 1874, il est officiellement érigé en district, appelé initialement San José de Surco avec comme capitale la Ermita de Barranco.
Barranco fut une station balnéaire très attractive pour les estivants liméniens de classe moyenne haute et les étrangers, qui s’y établirent en construisant de grandes villas dans le style des pays européens. Son éloignement de la ville, rendit nécessaire la construction d’un train puis d’un tramway dont les restes sont visibles sur l’avenue Pedro de Osma. Ce tramway reliait Chorrillos/La Herradura au centre de Lima). Au fil des ans, Barranco fut absorbée par la métropole.
Le district a été affecté par deux événements importants dans son histoire qui éprouvèrent sa population : 
- la guerre entre le Pérou et le Chili, au cours de laquelle le district fut pillé et incendié par les troupes chiliennes le 14 janvier 1881.
- en 1940, un séisme d’une magnitude de 8 degrés détruisit une grande partie du centre historique. Les habitants et les autorités œuvrèrent avec succès à sa reconstruction.

Ses parcs et ses places furent entre 1913 et les années 1950 le théâtre de mémorables fêtes de Carnaval et de jeux floraux.

## Culture locale et patrimoine

### Bibliothèque municipale
La bibliothèque municipale est un parc au centre duquel se trouve la sculpture d’une danaïde, Vénus ou nymphe de marbre au-dessus d’un miroir d’eau. On y trouve également un vase étrusque, appelé le Candélabre de Barbenini, pièce originale du IIe siècle sur on note la décors d’éléments de la nature comme les feuilles d’acanthe. Deux piédestaux en marbre de Carrare avec des anges appelés Puttis.

### Bajada de los Baños
À l’origine, Bajada de los Baños (« descente des Bains ») était un ravin par lequel les pêcheurs de Surco gagnaient les plages de Barranco. Il était planté d’oliviers et de saules qui furent remplacés par des ficus. Sur les falaises la Bajada, des villas ont été construites au début du XXe siècle.

### Pont des soupirs
Le pont des soupirs a été construit en 1876 et inauguré le 14 février, sous le mandat du premier maire de Barranco Enrique García Monterroso. Il permet de traverser le ravin entre les rues Ayacucho et la Ermita.

### Église la Ermita
À l’origine, l'église la Ermita était une petite chapelle qui accueillait les pêcheurs et les voyageurs.
Son origine se confond avec une légende datant du XVIIe siècle : un jour d’hiver, un groupe de pêcheurs sorti en mer se trouva pris dans l’épais brouillard qui couvre tout le littoral (la neblina). Désorientés, les pêcheurs erraient depuis plusieurs heures quand ils virent au loin une lumière éblouissante vers laquelle ils se dirigèrent. Ils gagnèrent ainsi le rivage sains et saufs. À l’approche du lieu d’où provenait la lumière qui les avait guidés, il s’aperçurent qu’il s’agissait d’une croix. C’est ainsi que l’endroit devint un lieu de pèlerinage.

### Place San Francisco
La place San Francisco est bordée par des maisons typiques de Barranco, avec leurs fenêtres et leurs jardins bordés de grilles. La maison du poète José María Eguren se trouve au 202 de la rue Colón.

### Église San Francisco
L'église San Francisco est un édifice religieux construit grâce à José Tiravanti, un ingénieur italien qui immigra au Pérou en 1850 et fut maire de Barranco en 1887. Il dressa les plans de l’église de la congrégation franciscaine. Elle se trouve sur la place San Francisco.

### Événement
- Chaque année, au mois de novembre : Seigneur des Miracles.

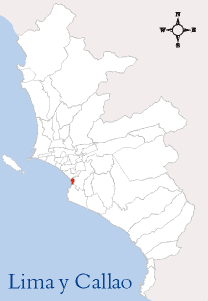
District de Barranco dans la province de Lima.
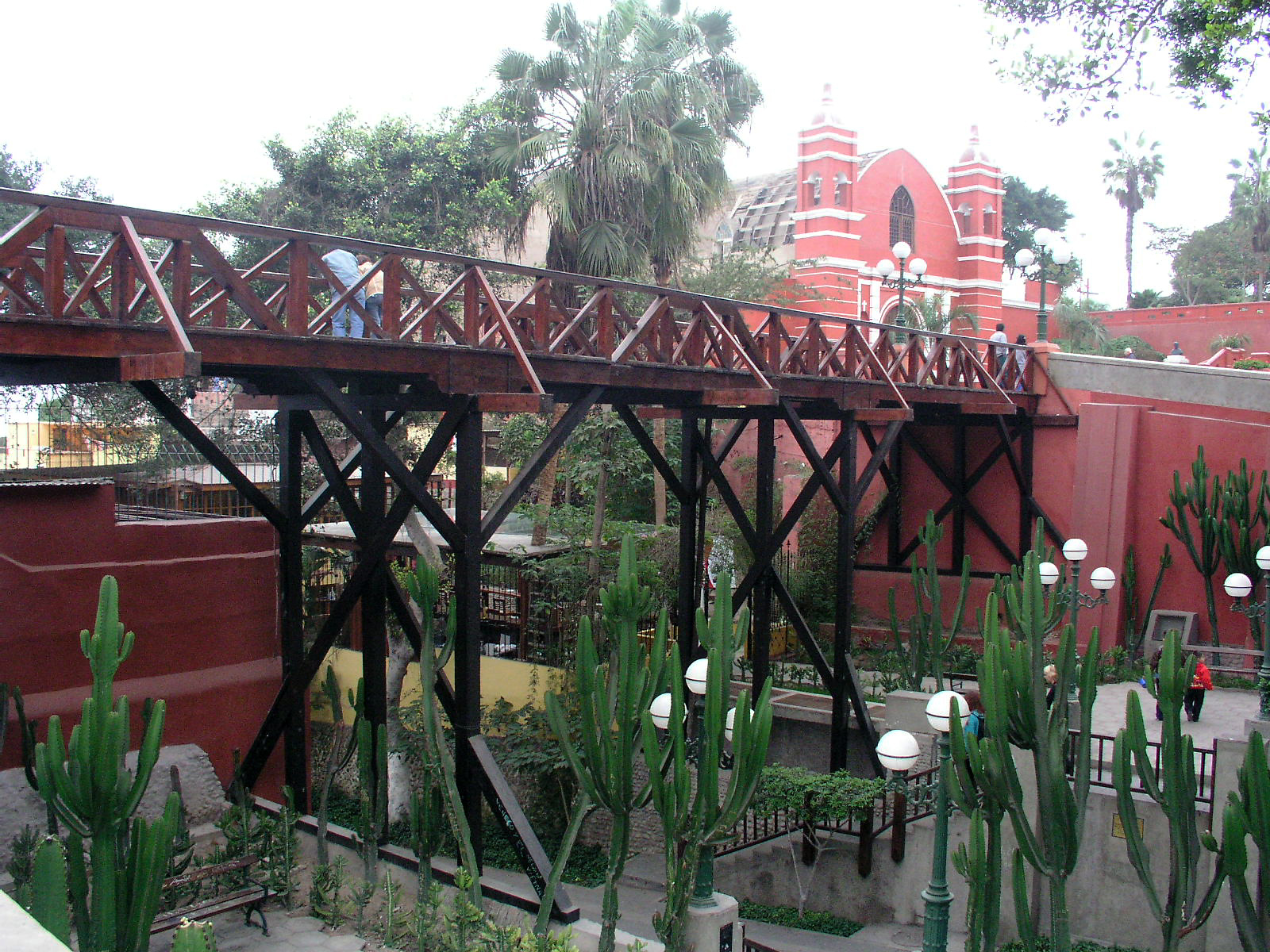
Puente de los suspiros (pont des soupirs).
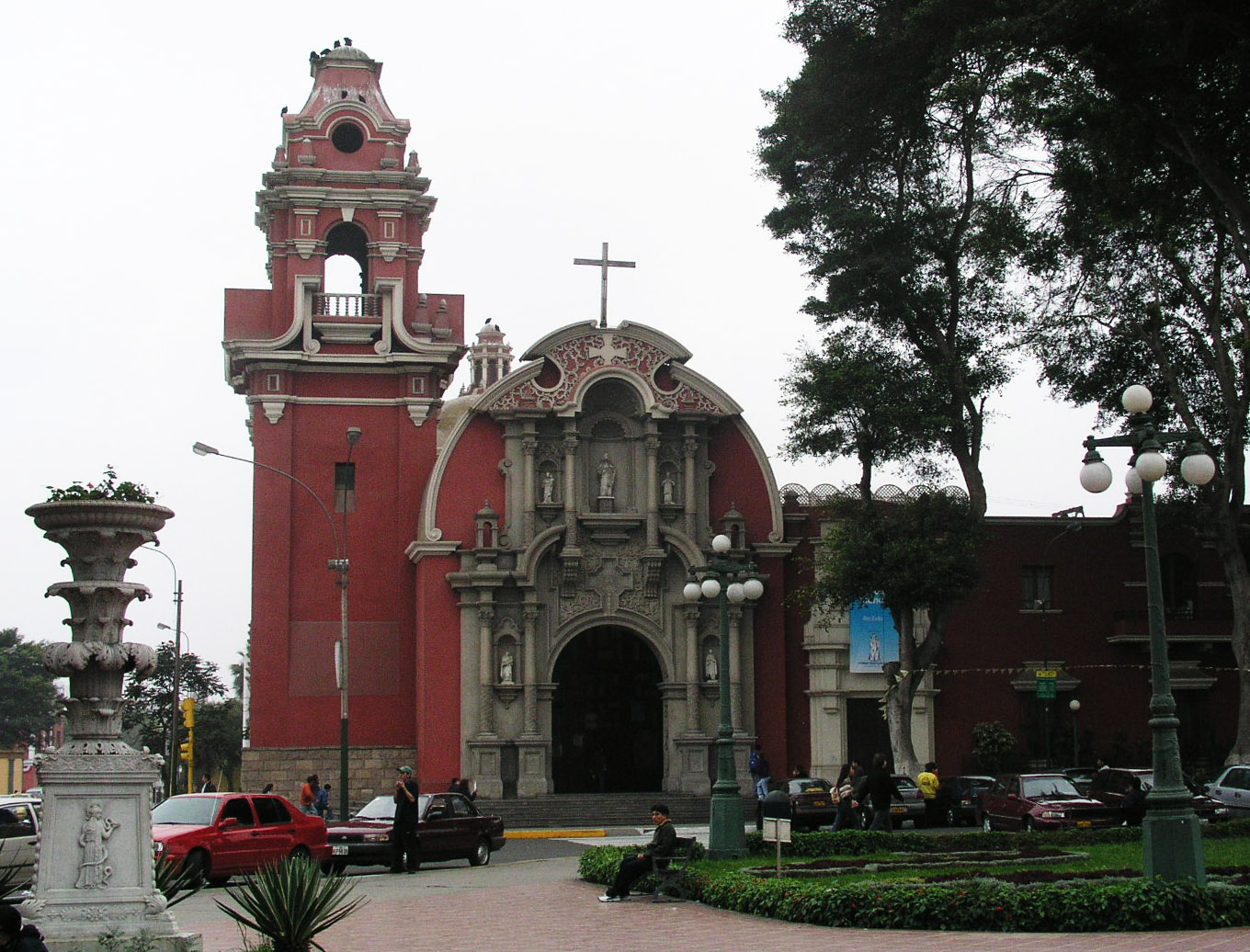
Église de Barranco.
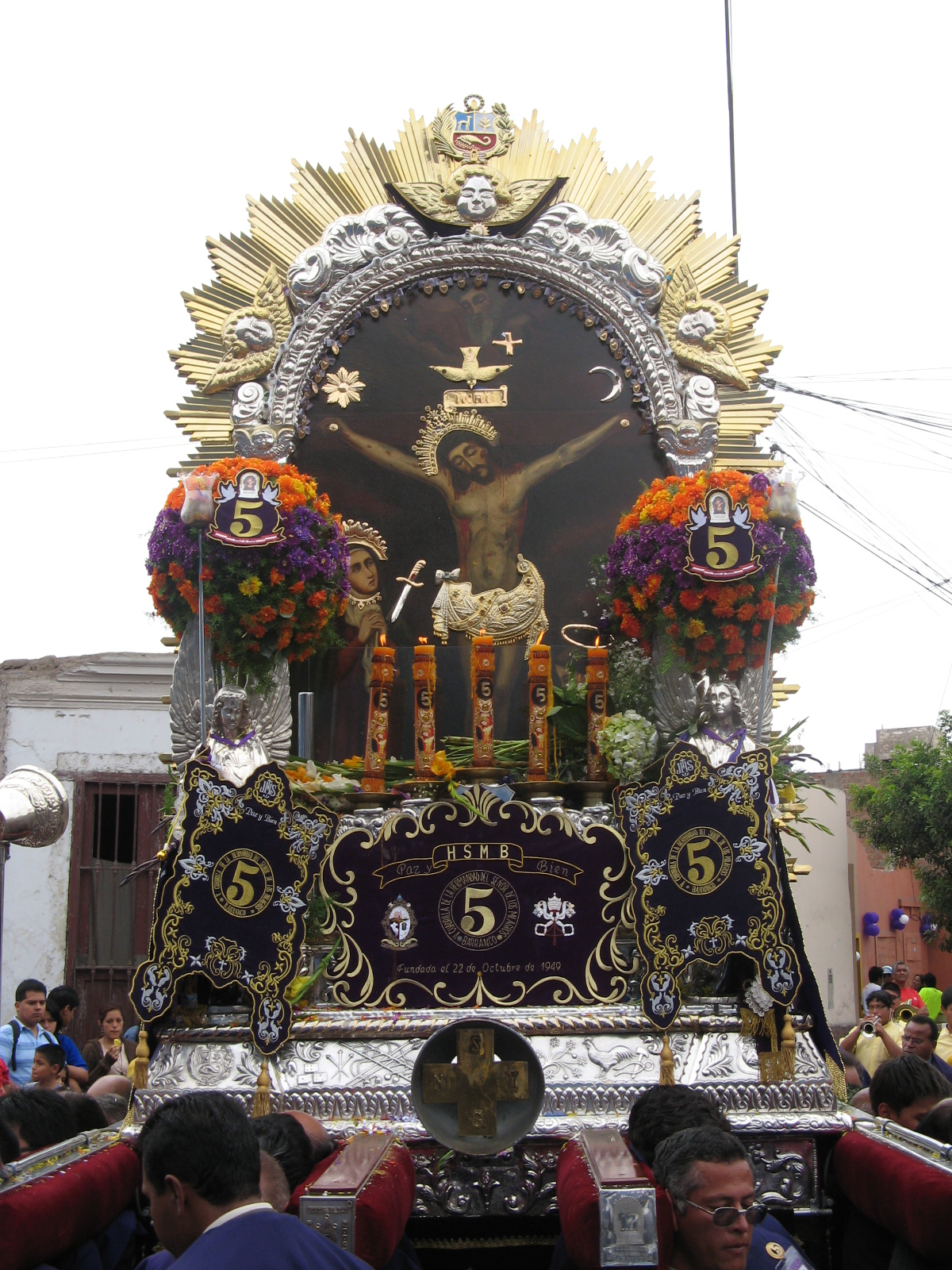
Seigneur des Miracles de Barranco.